# Lena Cronqvist

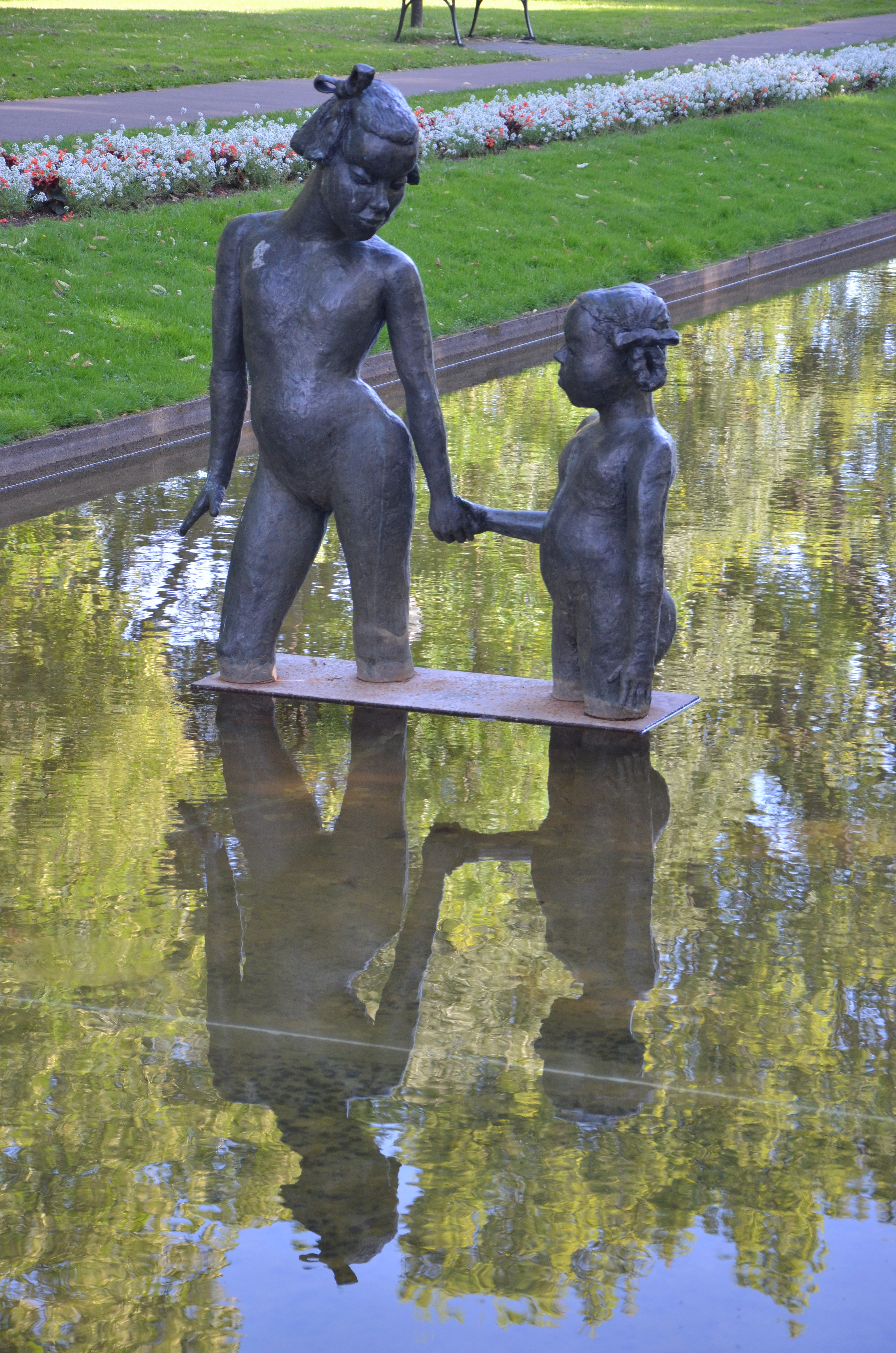
Hand i hand i Museiparken i Karlstad.

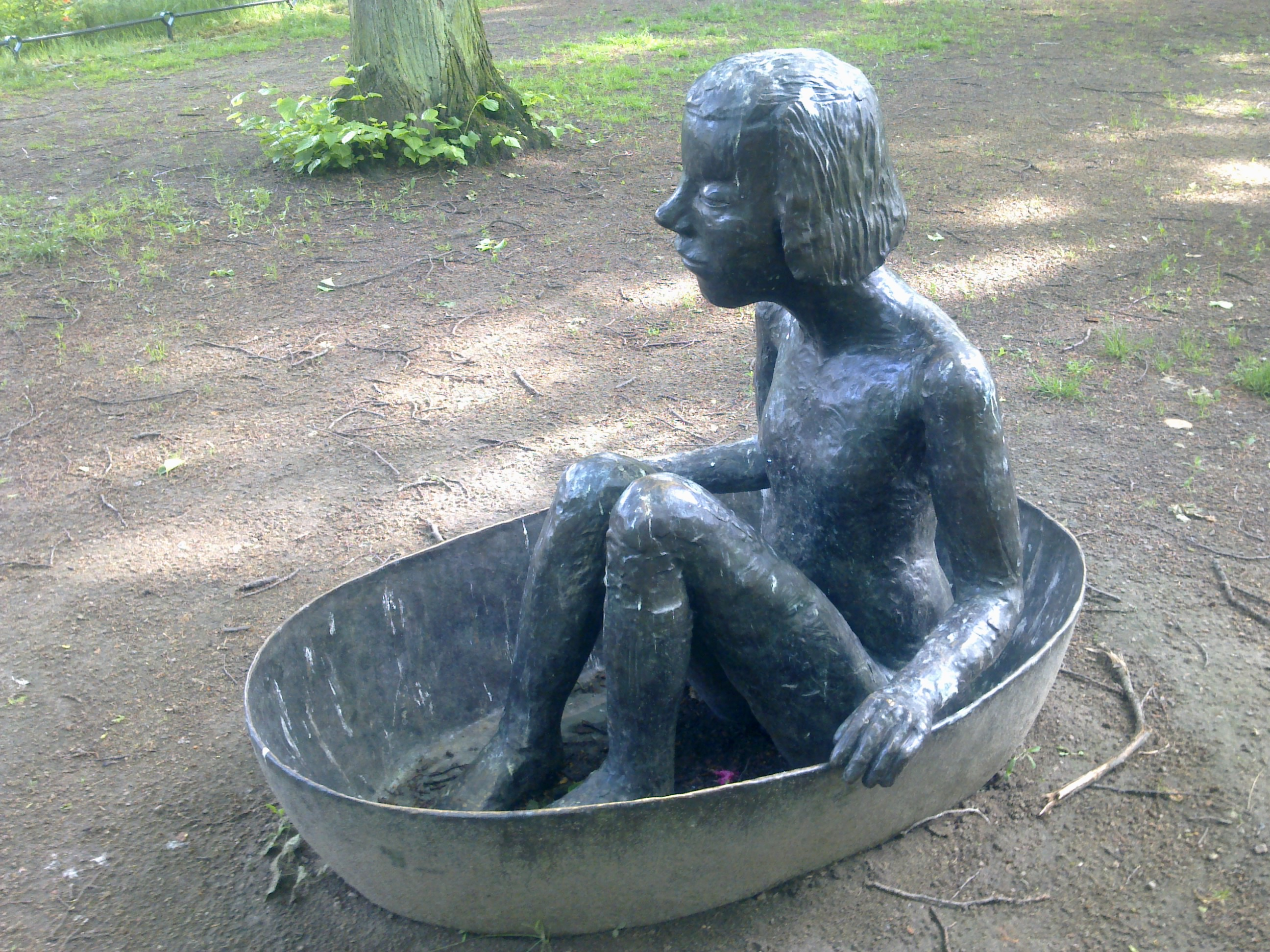
Flicka i balja i Norre Katts park i Halmstad.

Lena Birgitta Cronqvist Tunström, född Cronqvist 31 december 1938 i Karlstad, död 29 juli 2025 i Maria Magdalena distrikt på Södermalm i Stockholm, var en svensk målare, skulptör, textilkonstnär, grafiker och bokillustratör. Hon var gift med författaren Göran Tunström.

## Biografi och konstnärskap

### Uppväxt och studier
Lena Cronqvist växte upp i Karlstad. Hennes far Karl Cronqvist var revisor och hennes mor Siri Cronqvist, född Segerborg, var socialtjänsteman. Cronqvist utbildade sig i måleri under en termin på konstskola i Bristol i Storbritannien och 1958–1959 på Konstfackskolan i Stockholm,  där hennes morfar Hugo Segerborg en gång varit rektor. På Konstfackskolan tyckte hon att utbildningen var alltför schemalagd och att tiden för måleriet blev lidande varför hon istället gick över till studier vid Kungliga Konstakademien i Stockholm 1959–1964. Under studietiden inspirerades hon bland annat av Francis Bacon och Edvard Munch, men kände även frändskap med Carl Fredrik Hill och Ernst Josephsons sjukdomskonst.
Hon hade sin första separatutställning på Galerie Pierre i Stockholm 1965.

### Konstnärsbana och familjeliv
Cronqvists motivval och kolorit förändrades radikalt 1964 jämfört med akademitiden och innebar ett markant avsteg från huvudlinjen i svenskt måleri i början av 1960-talet. Hon fick sitt genombrott på 1970-talet med målningar med framför allt vardagliga motiv av den borgerliga familjen och målningar som behandlar modersidealet. 
Cronqvists konst kan beskrivas som saklig och expressiv med ett intresse för det psykologiska, ofta skildrande det drama som utspelar sig inom familjen, med teman som moderskap, exempelvis Modern från 1975, och utsatthet som i Isen från 1975–1976. Den senare målningen baseras på Sandro Botticellis Venus födelse. Åren 1990–2006 var unga flickor det huvudsakliga motivet i hennes måleri och skulpturer.
På 1970-talet ingick Lena Cronqvist i några av de stora feministiska konstutställningarna i Sverige, som Kvinnfolk på Kulturhuset i Stockholm, 1975 och Modersmyt, moderskap och mänskoskap, på Göteborgs Konsthall 1979. I katalogen till Kvinnfolk skriver Cronqvist att hennes konst "bygger på erfarenheten av min situation och mina upplevelser av trygghet, utsatthet, mina förkrympningar, mitt fängelse, mitt beroende av mitt fängelse. Jag försöker arbeta på myternas baksida med verkligheten som jag upplever den, arbeta i myternas sprickor, redovisa min ambivalens i den gamla kvinnorollen."
| ”                     | Att inte fortsätta, att inte godta att vara projektioner av mannens oacceptabla känslor och osäkerheter som finns kvar förträngda under hans suveränitet. Att inte fortsätta inkarnera barndomens trygga mödrar, hemmet, vilan, pliktkänslan, självuppgivelsen. | „ |
| – Lena Conqvist, 1975 | |   |

Mycket i Cronqvists konstnärskap har speglat minnen från uppväxten och dagligt borgerligt liv. Kriser i livet har också spelat en väsentlig roll. Efter en graviditetspsykos vistades hon på S:t Jörgens sjukhus i Göteborg, vilket ledde till en svit målningar i sjukhusmiljö i början av 1970-talet med skildringar av de egna erfarenheterna av elektrokonvulsiv behandling (ECT) och andra behandlingar samt av medpatienter och personal. Föräldrarnas dödsfall 1980 respektive 1987 har på motsvarande sätt resulterat i ett antal målningar från dödsbäddarna.
| ”                   | Lena Cronqvist har ... gått sin egen väg. Kanske just därför har detta egensinniga konstnärskap haft en enorm betydelse för en yngre generation konstnärer. Genom Cronqvist blev det plötsligt tillåtet att måla stort och privat, att stiga ned i grumliga vatten och i borgerlig förljugenhet, att blotta egen nakenhet, att måla sorg | „ |
| – Mårten Castenfors | |   |

Styrkan i Cronqvists konst ligger i hennes förmåga att omvandla det privata till något allmängiltigt. Målningarna inbjuder till identifikation och de kluvna känslor som finns i verken, uppkomna inför till exempel föräldrarnas död, blir till allas kluvna känslor. Temat med barn, som gärna flankeras av symbolladdade svanar och hotande katter, överfördes också under 1990-talet till bronsskulptur.
Lena Cronqvist var från 1964 gift med författaren Göran Tunström, som avled år 2000, och mor till regissören Linus Tunström. Makarna gjorde studieresor över hela världen, bland annat till Indien. De pendlade under ett antal år från 1994 mellan New York och en sommarbostad på Koster. Hon var en av de svenska bildkonstnärer som åtnjöt statlig inkomstgaranti för konstnärer. Hon tilldelades professors namn 1998 och var medlem av Konstakademien.

### Analyser av Cronqvists konst
Cronqvists konstnärskap blev 2006 föremål för två konstvetenskapliga doktorsavhandlingar. Vid Lunds universitet undersöktes hennes bilder av flickor. Utgångspunkten för Katarina Wadstein MacLeods avhandling var "det stora antalet bilder som motsäger den vanliga trenden i konst att avbilda flickor som oskyldiga, romantiska och sexualiserade". För Nina Weibull vid Stockholms universitet var ämnet bildsviten Målaren och hennes modell. Det senare är ett självporträtt från 1983 som visar Lena Cronqvist sittande på en pall, med bar överkropp och med pensel i ena handen och en spegel i den andra. I avhandlingen hävdas bland annat att temat med spegeln hänger samman med tre skilda berättelser: den om förgänglighet, det vill säga vanitas, den om Narcissus och den om Medusa. Medusatemat ger en god utgångspunkt för att tolka den androgynt avbildade och petrifierade konstnärskroppen och av det i handspegeln avspeglade ansiktet.
Cronqvists konst har också lästs utifrån en feministisk diskurs. I Nina Weibulls avhandling hävdas således att konstnären genom att måla sig naken vänder på den manliga blick som präglat kvinnobilden i konsthistorien.
| ”           | Och man kan om man så vill naturligtvis se Cronqvists konst med feministiska förtecken. Cronqvists konstnärskap har ett frihetsdrag, ett sprängande av skavande snören som snor kring kvinnokroppen. Groteskerierna och grimaserna blir en vägran för kvinnan att vara just ett objekt serverat på en tallrik. | „ |
| – Eva Ström | |   |

### Renommé och representation
Cronqvists målningar hör till de konstverk av svenska bildkonstnärer som sedan 1990-talet sålts för höga priser på auktion i Sverige. På 1990-talet såldes målningen Madonna från 1976–1977 för 684 000 kronor, vilket var det högsta priset för en svensk levande konstnär under detta decennium. Detta ledde bland annat till att en förfalskning – ett påstått självporträtt – år 2006 var på väg att säljas på auktion i Stockholm med ett utropspris på 100 000 kronor.
I maj 2010 såldes Madonna för 5,1 miljoner kronor på Bukowskis. Madonna är en dubbelbild av en mor och en dotter i knät, och har stora likheter med Modern från 1975 i Norrköpings Konstmuseum. I april 2009 klubbades Trolovningen för 4,35 miljoner kronor. Denna målning från 1974–1975 är en parafras på Jan van Eycks målning Makarna Arnolfinis trolovning från 1400-talet men med paret Göran Tunström och Lena Cronqvist som motiv. Målningen hänger idag på Värmlands museum.
| ”                              | Målningen som så vackert och så starkt fylls av dessa två samtidigt separerade och sammanfogade kvinnor, kan ses som en nyckel in i, och ett koncentrat av, Lena Cronqvists konstnärskap som år ut och år in, ofta med den egna personen som figurant, sökt svar på livets predikament. För sådana som får kraft av att reflektera över det drama som livet innebär är detta stor konst – alla andra bör lämpligen begrunda något annat | „ |
| – Mårten Castenfors om Madonna | |   |

Cronqvist finns representerad vid bland annat Värmlands museum, Göteborgs konstmuseum, Nationalmuseum i Stockholm, Norrköpings konstmuseum, Kalmar konstmuseum, Uppsala konstmuseum, Västerås konstmuseum och Region Örebro län.

## Verk (urval)

### Bokillustrationer

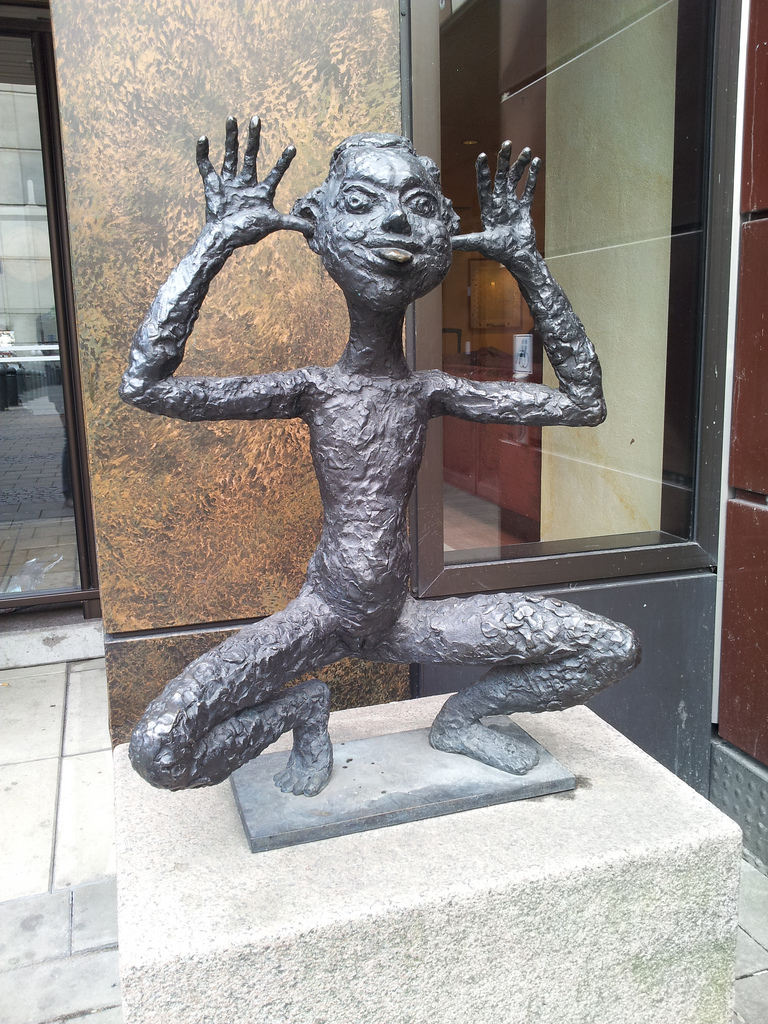
Girl Making a Face, Beridarebansgatan, Stockholm.

- Göran Tunström: Stormunnens bön, Författarförlaget, Stockholm
- Göran Tunström: Prästungen, Bonniers, Stockholm
- Lena Cronqvist: Mitt indiska ritblock, med text av Göran Tunström, Galerie Belle, Västerås 1978, ISBN 91-85742-06-6
- Marie Louise Ramnefalk: Sorg, Författarförlaget, Stockholm
- Göran Tunström: Indien - en vinterresa, Författarförlaget, Stockholm
- Ingela Josefson: Kunskapens former, Carlsson Bokförlag, Stockholm
- Marie Louise Ramnefalk: Julian såg Gud, Artos

### Offentlig konst
- Flicka i balja, brons, 2007, Trefaldighetsallén i Norre katts park i Halmstad
- Hand i hand, brons, 2010, Rackstadmuseet i Arvika och Museiparken i Karlstad
- Girl Making a Face, brons, 2003, utanför Stockholms stads konstkanslis kontorslokaler, Beridarebansgatan vid Brunkebergstorg i Stockholm[37]
- Tre sittande flickor, brons, 2004, Trollbodaskolans skolgård i Hässelby i Stockholm

## Utmärkelser
- Prins Eugen-medaljen,  1994[5]

[Redigera Wikidata]